# Станислав Хлебовски
Станислав Хлебовски (пољ. Stanisław Chlebowski; 1835–1884) био је пољски сликар. Он је најчешће волео да црта о Русији и Турској. Био је познати стручњак за оријенталне теме.

## Биографија
Хлебовски је рођен у Подолији, а цртање је научио у Одеси. Између 1835 и 1859, студирао је на Академији ликовних уметности у Петрограду, а затим на стипендију у Паризу шест година као ученик француског сликара оријенталисте Жан-Леона Жерома. Хлебовски је путовао у Шпанију, Италију, Немачку, и Белгију. Његов први успех била је продаја слике „Јованка Орлеанка у амјенском затвору“ Наполеону III.
Од 1864 до 1876 Хлебовски је био главни сликар султана Абдула, тако да се настанио у Истанбулу. Године 1876 преселио се у Париз. Али 1881 трајно се враћа у Краков. Предмет његових акварела и уља је разнолик. Насликао је слике историјских битака везаних за историју Турске, сцене оријенталног жанра, пејзаже, и портрете султана.
Умро је у близини Познања у селу Ковановку у 49-ој години.
Хлебовски је дуго живео у иностранству, и као резултат тога његове слике су веома ретке у Пољској. Народни музеј у Кракову поседује неке од његових важних оријенталистичких радова као што је „Entrée de Mahomet II á Stamboul“.

## Изабрана дела
- Улазак Мехмеда II у Цариград на градска врата (1873)
- Турски стражари (1880)
- Грајек пред џамијом у Цариграду
- Време молитве
- Бајазит I у Тимуровом заробљеништву (1878)